# Contacto con tacto
Contacto con tacto fue un programa de televisión, emitido por la cadena Telecinco entre 1992 y 1994. Se trata de la versión española del espacio norteamericano Studs, emitido por la cadena Fox entre 1991 y 1993. La presentación corría a cargo de Bertín Osborne. El fichaje del presentador por la cadena rival, Antena 3, en el verano de 1994, precipitó la retirada del concurso.

## Formato
En el programa se concertan citas románticas de dos hombres con tres mujeres. Tras los encuentros, en el plató, los hombres deben adivinar cuál de las chicas ha pronunciado una frase (siempre con doble sentido) que se les indica acerca de la cita. Por cada respuesta acertada, reciben un corazón de peluche. Finalmente, cada una de ellas, elegirá al hombre al que le gustaría conocer más a fondo.
El premio para las parejas formadas, normalmente dos, era un viaje con los gastos pagados a un hotel de una zona turística, conjuntamente.